# Гамла стан
Гамла стан (Gamla stan, „Стари град“), до 1980. званично Staden mellan broarna („Град између мостова“), је стари град Стокхолма, у Шведској. Гамла стан првенствено чини острво Стадсхолмен. Званично, али не колоквијално, Гамла стан укључује околна острва Ридархолмен, Хелгеандсхолмен и Стромсборг. Има око 3.000 становника.
Значајне зграде, које се налазе у старом граду, укључују, између осталих, палату Бонде, Краљевску палату у Стокхолму, зграду Стокхолмске берзе и палату Тесин.

## Преглед
Град датира из 13. века и састоји се од средњовековних алеја, калдрмисаних улица и архаичне архитектуре. Севернонемачка архитектура је имала снажан утицај на изградњу Старог града.
Стурторјет је назив сликовитог великог трга у центру Гамла Стана, који је окружен старим трговачким кућама, укључујући зграду Стокхолмске берзе. Трг је био место Стокхолмског крвопролића, где је дански краљ Кристијан II масакрирао шведске племиће у новембру 1520. Следећа побуна и грађански рат довели су до распада Калмарске уније и каснијег избора краља Густава I.
Поред тога што је дом Стокхолмске катедрале, Нобеловог музеја и цркве Ридархолм, Гамла стан се такође може похвалити шведском барокном краљевском палатом (Kungliga slottet), изграђеном у 18. веку након што је претходна палата Три круне (Tre Kronor) изгорела. Кућа племства (Riddarhuset) се налази на северозападном углу Гамла стана.
Ресторан Златни мир (Den gyldene freden) налази се у Естерлонггатану. Послује, непрекидно, од 1722. године и према Гинисовој књизи рекорда је ресторан са најдужим радом са непромењеним окружењем и један је од најстаријих ресторана на свету. Сада је у власништву Шведске Нобелове академије која тамо сваке недеље организује „ручкове четвртком“. Статуа Светог Ђорђа и Змаја (извајао Бернт Нотке) може се наћи у Стокхолмској катедрали, док је Ридархолмен црква (Riddarholmskyrkan) - краљевска гробна црква. Болхустапан, мало двориште  иза Финске цркве, јужно од главног прилаза Краљевској палати, дом је једне од најмањих статуа у Шведској, малог дечака од кованог гвожђа. Плоча одмах испод статуе наводи њено име „Järnpojken“ („Гвоздени дечак“). Направио га је Лис Ерикссон 1967. године.
Од средине 19. века до ране средине 20. века Гамла стан је сматран сиротињским квартом, многе његове историјске зграде су остале у запуштеном стању, а непосредно после Другог светског рата, неколико блокова са пет уличица је срушено ради проширења Риксдага (Парламента Шведске). Од 1970-их и 80-их, међутим, постао је туристичка атракција јер су касније генерације цениле шарм његове средњовековне, ренесансне архитектуре.
Док је археологија 370 имања у Гамла стану и даље слабо документована, недавни пописи које су урадили волонтери показују да многе зграде које су раније датоване у 17. и 18. век могу бити и до 300 година старије.

## Историја

### Порекло имена "Стокхолм" и "Гамла Стан"
Назив "Стокхолм" првобитно се односио само на Гамла Стан, али како се град ширио, назив се сада односи и на неколико приградских подручја која су укључена у област метроа. „Стокхолм“ на шведском значи „острво балвана“. Претходни главни град Шведске налазио се у Сигтуни. Пре хиљаду година Сигтуна је имала проблема са наоружаним бандама које су нападале град. Ситуација је постала неодржива и појавила се потреба да се пронађе нова локација за престоницу. Према легенди, вође у Сигтуни су узели балван, издубили га, напунили златом и ставили на воду. Неколико дана касније стигао је на острво где се данас налази Гамла Стан. Овде су одлучили да оснују нову престоницу Шведске. Острво Стокхолм је имало предност што је било острво које се лако бранило од наоружаних банди. Такође је имало предност што се налазило на самом улазу у језеро Меларен, што је било веома важно у трговини са Балтиком. У Градској кући налази се скулптура која симболизује стари балван.
Све до средине 19. века Гамла Стан се називао själva staden („сам град“), пошто су области око њега и даље биле углавном руралног карактера. О њима се говорило као о малмарна („гребени“). Међутим, од средине 19. века па надаље почиње да се назива staden mellan broarna („град између мостова“) или staden inom broarna („град у мостовима“), назив који је остао званичан до 1980. године. Назив Гамла стан вероватно потиче из раног 20. века, када се колоквијално користио. „Гамла“ значи „(старо)“. Реч стан је једноставно контракција речи staden („sta'n“), што значи „град“. Године 1957. овде је отворена станица метроа у Стокхолму под називом Гамла стан. Иако је званично име промењено у Гамла стан 1980. године, савремени Стокхолм се повремено назива "Градом између мостова".

### Праисторија
Стокхолм своје митолошко порекло води из места становања званог Agnefit. Други елемент фит значи „влажна ливада“, а први елемент овог имена, објашњава историчар Снори Стурлусон (1178–1241), потиче од краља Агне, вероватно митолошког краља који се, у мрачној и далекој прошлости (око 400. године нове ере према неким историчарима), улогорио овде након што је успешно извршио препад на Финску. Његове намере су биле да се ожени Скјалфом, ћерком пораженог финског поглавице. Млада жена га је, међутим, преварила да организује прославу са истакнутим гостима која се на крају претворила у забаву са пићем, и, док је Агне спавао у пијаном стању, Скјалф га је обесила о његову златну огрлицу пре него што је побегла. Иако је поузданост ове приче и даље спорна, дендрохронолошка испитивања трупаца пронађених на Хелгеандсхолмену северно од Стадсхолмена 1978–1980, закључила су да је ово дрвеће посечено током периода 970–1020, већина њих из каснијег дела тог периода, и ови трупци су вероватно дали целом граду данашње име, Сток-холм, „Острво трупаца (балвана)“.

### Средњи век и Васино доба
Првобитни град ограђен зидом обухватао је само централну узвишену област садашњег старог града која се налази између две дугачке улице; Вестерлонггатан и Естерлонггатан (тј. „Западна/Источна дуга улица“); која је пролазила између обала тог доба и источних и западних градских зидина. Источни зид је пролазио између две одбрамбене куле; северни део онога што је требало да постане замак Три круне, уништен у пожару 1697. године, а за јужни, о коме нису пронађени археолошки трагови, се зна да је Доминиканском реду дао краљ Магнус Ериксон (1316–1377) 1336. године и стога се вероватно налазио на локацији за манастир. Стрме провалије које формирају периферију првобитног града и даље су видљиве у наглашеној разлици нивоа до 10 метара у данашњем урбаном пејзажу: две дугачке улице које су се протезале одмах изван градских зидина и улице које иду паралелно њима, непосредно унутар градских зидина.
Центар средњовековног града је вероватно био само вашариште јужно од градске куће и једине цркве у селу. Пијаца, првобитно мања од садашње и увећана након пожара почетком 15. века, на крају је била окружена сталним зградама и еволуирала у садашњи јавни трг Стурторјет („Велики трг“), који се још увек налази јужно од тзв. Берзе и Катедрале. Средњовековне саобраћајнице водиле су од великог трга у сва четири главна правца.
Како су градске капије очигледно биле најслабија тачка у свим средњовековним утврђењима, очигледно је правило било што мање, то боље. У средњовековном Стокхолму, вероватно су се три или четири уске капије отварале у зиду. Унутар града, артеријски путеви су били предвиђени да буду широки осам лаката (једва пет метара) како би се омогућило пролаз коњским возилима, док никаква правила нису ограничавала ширину попречних улица. Како је град у 14. веку почео да постаје пренасељен, на обалама ван градских бедема граде се нове зграде. Унутар старог градског језгра, већи блокови су подељени на мање, што је резултирало са неколико уских улица.
У просеку, средњовековне улице налазе се око три метра испод данашњих. Археолошка ископавања су показала да су најстарије улице биле прекривене дрветом, а најстарије са три слоја дрвених поплочаних плоча пронађених испод северног краја Вестерлонггатана од око 1250-1300. Током каснијег дела 14. века, улице су почеле да се поплочавају каменом. Отпад и ђубре често су једноставно изливани у уличице, повремено кроз отворе који су коришћени искључиво за ту сврху. Иако је пронађено неколико претпостављених средњовековних подземних дрвених цеви и засвођених подземних одаја, у Стокхолму је остало релативно мало трагова врсте софистицираног система канализације пронађеног на пример у Висбију и Бергену, тако да су највероватније косине уличице једноставно морале да ураде посао.  Многа јавна обавештења су узалуд била посвећена сузбијању навике засипања околних вода и ограничавању броја животиња које се држе унутар градских зидина, а тек пред крај средњег века наређено је чишћење уличних одводних канала два пута недељно. Фекалије су биле сакупљане на централним локацијама познатим као flugmöten („састанци мува“) где је број инсеката затамњивао небо све до 19. века.
Садашње уличице дају само нејасан увид у изглед средњовековног града где су забати зграде били окренути ка улицама и садржавали прозоре за продају робе; где су прљавштина, неравни плочници и ручно вучена возила отежавали ходање; и где су се мешали мириси балеге, хране, рибе, коже, пећи и сезонских зачина. Током ноћи (а свакако током дугих зима) град је био потпуно мрачан, осим изузетних чувара ватре и ноћних луталица који су користили бакље да би се снашли. Није било уличних знакова, јер ниједна улица није званично именована, већ се називала „прометница која иде од спољне јужне капије па до крста и капеле“ или се стално преименовала по најистакнутијој личности која се ту настанила. Заиста, историјски записи садрже много примера нејасних референци на локације у граду, које је готово немогуће утврдити јер су неке улице преименоване на десетине пута, често носећи исто или слично име као и друге улице пре него што су физички престале да постоје.

### 17. век
У шведској историји прва половина 17. века била је период буђења који је претходио такозваном Шведском царству. Након смрти Густафа II Адолфа (1594–1632), нација је била решена да више никада не понови срамоту коју је доживела када је Стокхолм, још увек средњевековног карактера, показивао оклевање да ли да позове стране државнике из страха да би бедан изглед могао да поткопа ауторитет нације.
На источној страни острва, застарели средњовековни зид је постепено рушен, а пред крај века у потпуности замењен низом приватних палата. У којој мери је овај пројекат планирао и иницирао сам краљ Густаф II Адолф остаје недокументовано, али несумњиво је он морао одиграти важну улогу. Пројекти уређења су, ипак, били праћени сличним амбицијама за Ридархолмен, где ће на крају бити изграђено неколико нових палата, и за гребене око града, где је канцелар Аксел Оксенсшерна средњовековни сиротињски град заменио репрезентативнијим барокним градом.